# Denis Kudryavtsev
Pour les articles homonymes, voir Koudriavtsev.
Denis Kudryavtsev (né le 13 avril 1992 à Tcheliabinsk) est un athlète russe, spécialiste du 400 mètres haies.

## Biographie
Après la disqualification de Maksim Dyldin (de 2012 à 2016), il récupère en 2 min 59 s 45 le record de Russie du relais 4 x 400 m, obtenu en séries le 29 août 2015, lors des Championnats du monde à Pékin.

### Palmarès
| Date | Compétition                       | Lieu        | Résultat | Épreuve     | Performance   |
| ---- | --------------------------------- | ----------- | -------- | ----------- | ------------- |
| 2014 | Championnats du monde en salle    | Sopot       | 5e       | 4 × 400 m   | 3 min 07 s 12 |
| 2014 | Championnats d'Europe par équipes | Brunswick   | 1er      | 400 m haies | 49 s 38       |
| 2014 | Championnats d'Europe             | Zurich      | 3e       | 400 m haies | 49 s 16       |
| 2015 | Championnats d'Europe par équipes | Tcheboksary | 1re      | 400 m haies | 48 s 67       |
| 2015 | Championnats du monde             | Pékin       | 2e       | 400 m haies | 48 s 05       |

### Records
| Épreuve     | Performance  | Lieu  | Date         |
| ----------- | ------------ | ----- | ------------ |
| 400 m haies | 48 s 05 (NR) | Pékin | 25 août 2015 |